# Blågumpad juveltrast
Blågumpad juveltrast (Hydrornis soror) är en fågel i familjen juveltrastar inom ordningen tättingar.

## Utseende och läten
Blågumpad juveltrast är en skygg, marklevande knubbig fågel med jordbrun fjäderdräkt. Båda könen är övervägande bruna med mossgrön rygg och elektriskt puderblått på hjässa, nacke och övergump. Honan är mycket mer färglös än hanen, med mindre utbrett grönt och blått ovan. Ansiktet är varmt gråbrunt, ljusare än den jordbruna undersidan. Den i övrigt lika arten blånackad juveltrast saknar blått på hjässa och övergump. Vidare är ansiktet brunare utan grå toner. Sången består av en enkel barbettliknande serie av vitt åtskilda "choo".

## Utbredning och systematik
Blågumpad juveltrast förekommer i Sydöstasien från södra Kina till sydöstra Thailand och södra Vietnam. Den delas in i fem underarter med följande utbredning:
- Hydrornis soror tonkinensis – förekommer i södra Kina (Guangxi) och norra Vietnam (centrala Tonkin)
- Hydrornis soror petersi – förekommer i sydöstra Tonkin, norra Annam och centrala Laos
- Hydrornis soror douglasi – förekommer på Hainan (Qizhi Shan)
- Hydrornis soror soror – förekommer i sydöstra Laos och Vietnam (södra Annam och Cochinchina)
- Hydrornis soror flynnstonei – förekommer i sydöstra Thailand och sydvästra Kambodja

## Levnadssätt
Arten förekommer i olika skogstyper från låglänta områden till 1700 meters höjd i Vietnam, 850 meter i Laos och 1650 meter i Thailand. Enda rapporterade födan är snäckor, men tar troligen också insekter och daggmaskar. Arten använder stenar som städ för att krossa snäckskalen.

## Status
Blågumpad juveltrast har ett stort utbredningsområde. Dess beståndsutveckling är oklar, men tros inte minska tillräckligt mycket för att anses vara hotad. Internationella naturvårdsunionen IUCN kategoriserar den därför som livskraftig.